# Monaco Telecom
A Monaco Telecom a Monacói Hercegség vezető mobil- és vezetékes szolgáltatója. A céget 1997-ben alapították, miután a monacói kormány úgy döntött, hogy privatizálja a Office Monégasque des Téléphones-t.

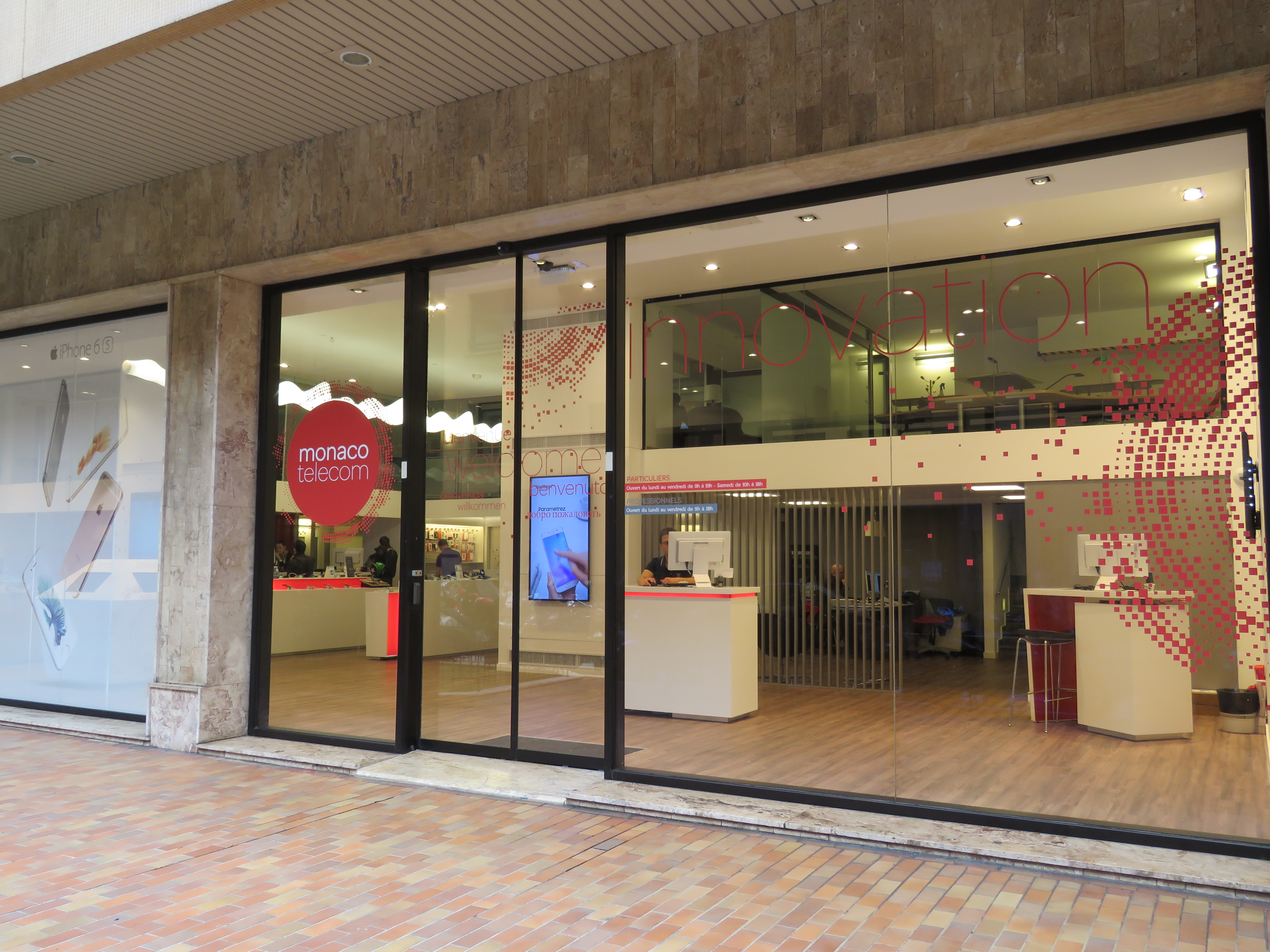
Monaco Telecom üzlet

## Nemzetközi jelenlét

### Afrika
2012 augusztusában a Monaco Telecom eladta leányvállalatában, az Afinis Communications-ben – mely a legnagyobb afrikai vállalatokat kiszolgáló marokkói, casablancai székhelyű telekommunikációs szolgáltató  – levő részesedését a SkyVisionnak.

### Ázsia
A Monaco Telecom 36,75%-os részesedéssel rendelkezett az afganisztáni Roshanban. A hálózat kiépítése 2003 júliusában fejeződött be. A jelenleg[mikor?] hatalmas újjáépítés alatt álló Afganisztánban a Monaco Telecom egy sor kiegészítő távközlési szolgáltatást is kínált, beleértve az internetszolgáltatók adathálózatait, bérelt vonalait, telefonközpontokat és segélyhívó számokat. A Monaco Telecomnak van irodája Dubaiban, az Egyesült Arab Emírségekben.

### Európa

#### Ciprus
A Monaco Telecom 2018 óta az epic Cyprus  – Ciprus egyik legnagyobb távközlési szolgáltatója – tulajdonosa. A vállalat 2019-ben a szélessávú hozzáférések 47,8%-ával  rendelkezett. Az Epic integrált mobil- és vezetékes telefon-, internet- és fizetős TV-szolgáltatásokat, valamint üzleti megoldásokat kínál.

#### Koszovó
A Monaco Telecom 1999-ben szerződést kötött az ENSZ-szel a Kosovo Telecom GSM hálózat koszovói kiépítésére. Ma a mobilhálózat a lakosság több mint 99%-át lefedi, és több mint 1,2 millió előfizetője van.

#### Málta
2019 decemberében a Monaco Telecom felvásárolta a Vodafone Malta céget. Az akvizíció 2020. március 31-én megtörtént. 2020. november 17-től a Vodafona Málta neve epic Malta lett.

#### Monaco
A Monaco Telecom a termékek és szolgáltatások teljes skáláját kínálja a monacói lakosoknak és cégeknek. A Hercegséggel kötött koncessziós szerződés révén a vállalat monopóliumot birtokol a vezetékes telefonszolgáltatások, az internet-hozzáférés és a televíziós szolgáltatások terén. A Monaco Telecom jelenleg öt értékesítési egységgel rendelkezik Monacóban.
| Ágazat              | Ügyfelek száma |
| ------------------- | -------------- |
| Vezetékes vonalak   | 20 831         |
| Mobil vonalak       | 35 506         |
| Internet-hozzáférés | 18 096         |
| TV                  | 13 829         |

## Együttműködés az OnAir távközlési vállalattal
2006 óta a Monaco Telecom biztosítja az OnAir számára azt a földi infrastruktúrát, amely lehetővé teszi, hogy az Airbus repülőgépein az utasok a levegőben használhassák a mobiltelefonokat. 2006 júniusában az OnAir kiterjesztette a Monaco Telecommal kötött megállapodását a teljes földi hálózatának fejlesztésére és kezelésére. Az első teszteket 2007 decemberében hajtották végre. 2010 júniusában a Monaco Telecom és az OnAir a a tengeri kommunikációs hálózatra kiterjedő OnMarine ajánlattal jelent meg.

## Kutatás és fejlesztés
A Monaco Telecom a franciaországi Sophia Antipolisban található EURECOM kutatóközpont tagja.

## Részvényesek
A Monaco Telecom 55%-os tulajdonosa Xavier Niel. A maradék 45%-ot a Monacói Hercegség birtokolja a 100%-os tulajdonú Monacói Nemzeti Tőkealap (Société Nationale de Financement) révén.

## Legfontosabb dátumok
- 2020: március 31-én a Monaco Telecom megvásárolja a Vodafone Maltát.[7][8][9][10]
- 2019: július 9-én a Monaco Telecom elindítja 5G hálózatát.[14][15] Ugyanebben az évben a vállalat a felvásárolt MTN Cyprus nevét Epic-re változtatja.[16]
- 2018: július 16-án a Monaco Telecom megvásárolja az MTN Cyprus-t.[17]
- 2015: szeptember 8-án a Monaco Telecom elindítja  DOSCIS 3.0 szabványon alapuló szélessávú szolgáltatását. A letöltési sebesség eléri az 1 Gbitet, a feltöltési pedig a 200 Mbitet; az LTE+ bevezetése Monacóban; új logó és új vizuális arculat bevezetése.
- 2014: Xavier Niel(wd),[18] (az Iliad(wd) francia internet- és mobilszolgáltató alapítója és többségi tulajdonosa) felvásárolja a Monaco Telecomot.
- 2009: a WiMax kültéri bemutatója Monacóban.
- 2007: a Monaco Telecom saját márkaneve alatt egyesíti négy alapszolgáltatását (vezetékes és mobiltelefon, internet és televízió), és megváltoztatja vállalati arculatát.
- 2006: a Monaco Telecom irodát nyit Dubaiban.
- 2005: az OnAir a Monaco Telecomot választja fedélzeti mobilszolgáltatása földi infrastruktúrájához.
- 2004: a brit székhelyű Cable & Wireless(wd) International megvásárolja a Vivendi Telecom International részesedését a Monaco Telecomban.
- 2003: mobilhálózat-kezelési szolgáltatási szerződést ír alá az afganisztáni székhelyű Roshannal.
- 1999: mobilhálózat-kezelési szolgáltatási szerződés odaítélése Koszovóban.
- 1997: a monacói kormány privatizálja az Office Monégasque des Téléphones-t, és megalakítja a Monaco Telecom-ot.
- 1996: a Monacói Hercegség saját országhívószámot kap (+377).
- 1994: a Hercegségben kiépül a GSM hálózat.
- 1890: az első nyilvános telefon a Monacói Hercegségben.

## Vállalati felelősség
A Monaco Telecom évek óta az elektromágneses mezők intenzitásának mérésére irányuló kezdeményezések élén áll, hogy megnyugtassa a közvéleményt arról, hogy létesítményei nem jelentenek egészségügyi kockázatot. 2010 novemberétől az elektromágneses hullámok kibocsátását az iparág legszigorúbb előírásin alapuló monacói törvények szabályozzák: rádió- és TV-antenna, adó-vevő és WiFi esetén az elektromos térerősség nem haladhatja meg a 6 V/m-t , mobiltelefon-antenna esetében pedig és 4 V/m-t.

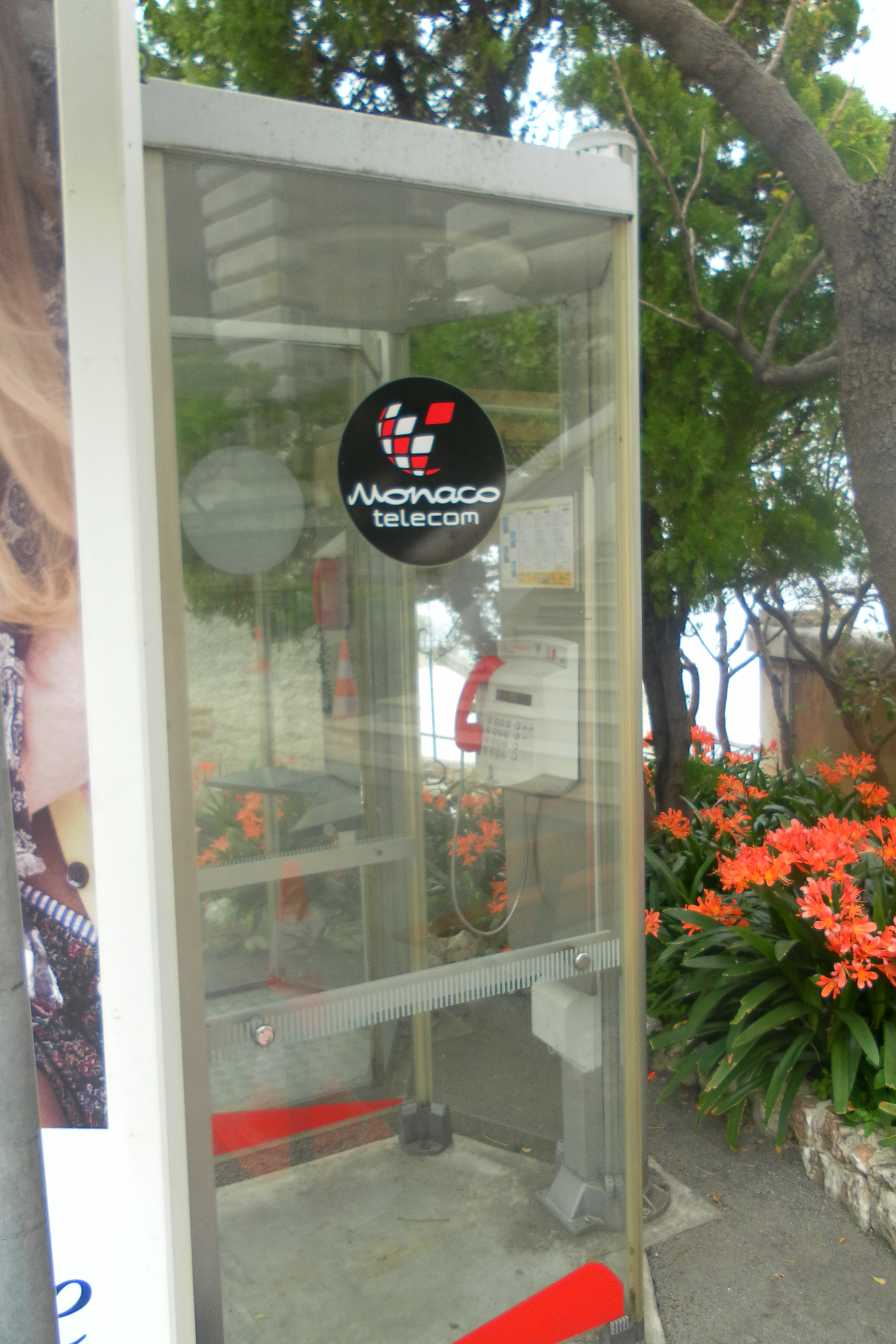
Monaco Telecom telefonfülke